# Presnoy
Presnoy település Franciaországban, Loiret megyében. Lakosainak száma 256 fő (2022. január 1.). Presnoy Villemoutiers, Auvilliers-en-Gâtinais, Chailly-en-Gâtinais, Chevillon-sur-Huillard és Thimory községekkel határos.

## Népesség
A település népességének változása:
| Lakosok száma | 229  | 147  | 175  | 232  | 245  | 246  | 246  | 244  | 248  | 256  |
|               | 1968 | 1982 | 1990 | 2006 | 2013 | 2015 | 2017 | 2019 | 2020 | 2022 |